# 林尧俊 (1964年)
林尧俊（1964年9月—），廣東省饒平縣人，中華人民共和國政治人物和農業經濟管理學者。

## 生平
1986年林堯俊自華南熱帶農業大學熱帶作物學院畢業。1994年12月掛職出任海南省昌江縣副縣長分管科技和扶貧業務。1998年重返母校擔任副教授。1999年11月擔任該校成教學院副院長。2005年至2007年出任同校同學院的中國共產黨總支書記兼副院長。2007年熱農大與海南大學合併，始擔任海南大學國際文化交流學院黨總支書記。2010年7月，出任同校繼續教育學院黨總支書記。2019年3月改任美術與設計學院黨總支書記。